# Balmazújvárosi Városi Sportpálya
Balmazújvárosi Városi Sportpálya – stadion piłkarski w Balmazújváros, na Węgrzech. Obiekt może pomieścić 2435 widzów. Swoje spotkania rozgrywają na nim piłkarze klubu Balmaz Kamilla Gyógyfürdő.